# Abacetus anjouaniananus
Abacetus anjouaniananus es una especie de escarabajo terrestre de la subfamilia Pterostichinae.  Fue descrita por Straneo en 1973 y es una especie endémica que se encuentra en Madagascar, África. 